# Journal of Pharmacological and Toxicological Methods
Das Journal of Pharmacological and Toxicological Methods, abgekürzt J. Pharmacol. Toxicol. Methods, ist eine wissenschaftliche Fachzeitschrift, die vom Elsevier-Verlag veröffentlicht wird. Die Zeitschrift wurde 1978 unter dem Namen Journal of Pharmacological Methods gegründet. Der Name wurde 1992 auf Journal of Pharmacological and Toxicological Methods erweitert. Derzeit erscheint die Zeitschrift mit sechs Ausgaben im Jahr. Es werden Arbeiten veröffentlicht, die sich mit aktuellen Untersuchungsmethoden in der Pharmakologie und Toxikologie beschäftigen.
Der Impact Factor lag im Jahr 2018 bei 2,679. Nach der Statistik des ISI Web of Knowledge wird das Journal mit diesem Impact Factor in der Kategorie Pharmakologie und Pharmazie an 127. Stelle von 267 Zeitschriften und in der Kategorie Toxikologie an 46. Stelle von 93 Zeitschriften geführt.